# 福田昇八
福田 昇八（ふくだ しょうはち、1933年1月29日 - ）は、日本の文学者（イギリス文学）、翻訳家。勲等は瑞宝中綬章。学位は文学修士（東京大学・1959年）。熊本大学名誉教授、初代日本スペンサー協会会長。
熊本大学文学部教授、九州ルーテル学院大学人文学部教授などを歴任した。

## 概要
熊本県出身の英文学研究者、英詩翻訳者である。熊本大学文学部や九州ルーテル学院大学人文学部にて教鞭を執った。エドマンド・スペンサーの詩の翻訳、研究を手掛けており、長編叙事詩『妖精の女王』や散文や韻文の翻訳に取り組むとともに、スペンサー詩の数秘構造や『妖精の女王』登場人物の研究などを発表している。また、熊本県における英語教育の改善を訴え、熊本県英語教育振興会を組織し、アメリカ人講師による教員の特訓や、各校へのアメリカ人講師の訪問といったプロジェクトを展開した。なお、大学入学試験における聴解力テストの必要性を指摘したことが、大学入試センター試験へのリスニングテスト導入の契機となった。

## 来歴
1933年、熊本県（現在の人吉市）生まれ。1956年に東京大学文学部卒業、1959年に東京大学大学院人文科学研究科修士課程修了。熊本大学文学部助手、講師、助教授を経て1978年に教授となり、1998年に定年退職するまで、熊本大学において英語英文学の教育・研究に従事した。1998年に熊本大学名誉教授となり、1999年から2003年まで九州ルーテル学院大学人文学部教授を務めた。2012年には瑞宝中綬章を受章。

## 英文学関連業績

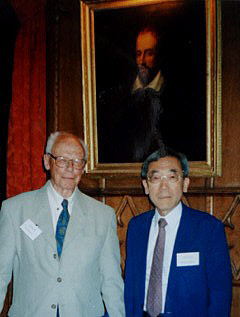
2001年、ケンブリッジ大学ペンブルック学寮のエドマンド・スペンサーの肖像画の前にてクイーンズ大学教授A. C. ハミルトン（左）と

福田昇八は、16世紀の英国詩人エドマンド・スペンサーの詩の翻訳研究と日本の英語教育改善の両面で顕著な功績を挙げている。翻訳面では、長編寓意叙事詩『妖精の女王』 （和田勇一監修・熊本大学スペンサー研究会訳）の翻訳・出版において、会員中唯一のスペンサー専門家として中心的に活躍した。これは1969年に出版され、「我が国の西洋文学に関心をもつ者にとっては驚嘆すべき事件」（平井正穂当時東京大学教授）として迎えられ、1969年度日本翻訳家協会翻訳出版文化賞ほかを受賞した。『妖精の女王』の完訳は非英語圏の他国に先んじた業績として国際的にも注目されている。その後も改訳の仕事を続け、1994年に『妖精の女王』改訳版(文庫版2004年)を出版、2007年には、スペンサーの短詩をまとめた改訳版『スペンサー詩集』を出版し、スペンサー詩の日本語全訳を完成させた。これらの共同散文訳と並行して、単独でスペンサー詩の韻文訳に携わり、韻文訳『スペンサー詩集』を2000年に出版した。また、2014年出版の『英詩のこころ』（岩波ジュニア新書）ではチョーサー以降の英米の名詩を七五調訳によって紹介している。ライフワークとして長年にわたって福田が取り組んできた『妖精の女王』の単独での韻文訳は、2016年に『韻文訳　妖精の女王』と題して出版された。福田の韻文訳は原詩の行の音節数を七五調に置き換え、原詩の行の長さと韻律の響きを忠実に反映させている。原詩の意味を伝えるばかりでなく、音楽的リズムで読者を楽しませる日本語への訳出は翻訳史上の道標として注目される。
翻訳の仕事と並行して、スペンサー詩の数秘構造を調査して独創的見解を国際誌に発表した。学会活動では、1980年に日本スペンサー協会を組織し、以来会長として運営にあたり、2册の論集を編集出版した。また、福田自身も項目を執筆している『スペンサー百科辞典』(The Spenser Encyclopedia)の編集主幹A. C. ハミルトンを熊本大学に招聘して日本のスペンサー研究者との交流を図り、その縁でロングマンの『妖精の女王』第２版（Edmund Spenser: The Faerie Queene 2001年）には2名の日本人学者（山下浩・鈴木紀之）が校訂した本文が採用された。これは『妖精の女王』研究の新たな標準テクストになると評されている。同書収載の福田による120人余の登場人物の動静を明らかにしたリストは、スペンサー研究の基本文献になっている。

## 社会的貢献
日本における英語教育改善面でも画期的な社会的貢献をした。即ち、1969年、元駐日アメリカ大使エドウィン・O・ライシャワーと会見して、英語教員の集中研修の必要性を痛感し、熊本県英語教育振興会を組織し、中学高校教員をアメリカ人講師が8週間の特訓をする自主研修会を、1970年からの4年間に18回実施し、この自主事業を成功裡に完遂させた。この４年計画は、フォード財団から初年度１万ドル（当時のレートで360万円）の援助を受け、この支援は最後まで続いた。ライシャワーは、1979年に出版された福田の著書『話せない英語教師―語学開国をめざして』（サイマル出版会）に序文を寄せ、「福田氏が、この事業を事業として成功させ、さらに、一層大きな発展のための重要な実験としたその運営方法に、私は非常な感銘を受けた」と評価した。この事業は、引き続き16年間、アメリカ人講師を派遣して行う学校訪問と地区研修として1990年まで実施され、全20年間にわたるこの英語教育技術の向上と国際理解教育の推進への貢献に対し1990年度 博報賞（国際理解教育部門）と文部大臣表彰を受けた。その成果は1991年出版の『語学開国―英語教員再教育事業の二十年』（大修館書店）に発表されている。この教員研修事業を通じて、福田は大学入試センター試験への聴解力テスト導入の重要性を認識し、1982年、英語作題部会長のときにリスニングテスト導入を部会方針として決定、それを受けて同年、センター内にそのための実施検討委員会が設置されたことが後年の全面導入への第一歩となった。
福田は中学高校時代に自分が聴いて英語が話せるようになった、平川唯一講師担当のNHK英語会話講座(1946−51年第一放送午後6:00-6:15)の教え方を、家族英語の母語方式による万人向けの教え方と考えて、その出版に尽力した。即ち、平川唯一著『みんなのカムカム英語』（毎日新聞社 1981）と『カムカム英語：NHK英語会話講座ラジオテキスト復刻版』（名著普及会 1986）に解説を執筆した。さらに『平川唯一のファミリー イングリッシュ』（南雲堂 1997）をトム・リード校閲で編集刊行した。

## 略歴
- 1933年 - 熊本県にて誕生。
- 1956年 - 東京大学文学部卒業。
- 1959年 - 東京大学大学院人文科学研究科修士課程修了。
- 1978年 - 熊本大学文学部教授。
- 1998年 - 熊本大学退職。
- 1998年 - 熊本大学名誉教授。
- 1999年 - 九州ルーテル学院大学人文学部教授。

## 賞歴
- 1969年度 - 日本翻訳家協会翻訳出版文化賞。
- 1990年度 - 博報賞国際理解教育部門。
- 1990年度 - 文部大臣表彰。
- 2017年度 - 日本翻訳文化賞。

## 栄典
- 2012年 - 瑞宝中綬章[9]。

## 著作

### 単著
- 『話せない英語教師―語学開国をめざして』 サイマル出版会　1979
- 『イギリス・アメリカ文学史　 作家のこころ』 南雲堂　1989
- 『語学開国―英語教員再教育事業の二十年』 大修館書店  1991
- 『平川唯一のファミリーイングリッシュ』 南雲堂　1997
- 『英詩のこころ』（岩波ジュニア新書）　岩波書店　2014

### 共著
- 『ロックの心 １～３』 大修館書店 1982－1985 共著
- 『ビートルズの心』 大修館書店 1986 共著
- 『アメリカ生活英語入門』 筑摩書房 1997 共著

### 編纂
- 『スペンサー名詩選』 大修館書店 1983 共編著
- 『詩人の王スペンサー』 九州大学出版会　1997　共編著
- ‘The Characters of The Faerie Queene,’ ed. A. C. Hamilton; text eds. Hiroshi Yamashita & Toshiyuki Suzuki. Edmund Spenser: The Faerie Queene, Harlow & London: Pearson Education, 2001. 775-787
- 『詩人の詩人スペンサー』九州大学出版会　2006　共編著

### 翻訳
- エドマンド・スペンサー『妖精の女王』文理書院　1969 共訳
- エドマンド・スペンサー『羊飼の暦』文理書院  1974 共訳
- エドマンド・スペンサー『スペンサー小曲集』文理書院  1980 共訳
- エドマンド・スペンサー『妖精の女王』筑摩書房　1994 共訳
- エドマンド・スペンサー『スペンサー詩集』（韻文訳）筑摩書房　2000
- エドマンド・スペンサー『妖精の女王』（文庫版）筑摩書房　2005 共訳
- エドマンド・スペンサー『スペンサー詩集』（散文訳）九州大学出版会　2007 共訳
- エドマンド・スペンサー『「妖精の女王」名場面』（韻文訳）文芸社　2013
- エドマンド・スペンサー『韻文訳　妖精の女王』上・下巻　九州大学出版会　2016

## 関連人物
- エドマンド・スペンサー
- 平川唯一
- エドウィン・O・ライシャワー